# 栖原霊心斎
栖原 霊心斎（すはら れいしんさい）は、日本の武術家である。自身が開いた妙道流柔術と馬庭念流剣術を教えていた。
鹿島神流の国井善弥の柔術・剣術の師として知られる。

## 経歴
栖原霊心斎は七歳の時、上州馬庭念流の樋口家に内弟子で入門し剣一筋に修行した。念流23世樋口定周の弟子である。
青年期には道場の龍虎の一人と言われ、もう一人の練達者と最高実力決定のため宗家と主な門人数十名の見ている前で試合を行って勝利し馬庭念流実力第一人者の栄を獲得した。
その後、東京向島に道場を開き自身が創始した妙道流柔術と馬庭念流を指南した。妙道流の奥儀「霊気の術」は手刀で額の急所を打った瞬間、不動金縛りにかかったように動くことができなるという術だったとされる。この「霊気の術」は弟子の国井善弥も用いており鹿島神流柔術にも取り入れられている。
1928年2月11日（昭和3年）東京芝の増上寺で栖原霊心斎が発起人となり念流累代劍祖慰靈祭を行った。頭山満、馬庭念流宗家の樋口家及び一門、近県の剣客千数百名が来会した。
栖原霊心斎の主な門人には、古武道振興会発起人の川内鉄三郎や鹿島神流の国井善弥などがいた。